# Camille Dimmer
Camille Dimmer (Clervaux, 20 de abril de 1939-20 de septiembre de 2023) fue un futbolista y político luxemburgués que jugó en la posición de delantero.

## Carrera

### Club
| Periodo   | Club                       |
| --------- | -------------------------- |
| 1957–1959 | FC Claravallis             |
| 1959–1960 | RSC Anderlecht             |
| 1960–1966 | R. Crossing Club Molenbeek |
| 1966–1967 | FA Red Boys Differdange    |

### Selección nacional
Jugó para Luxemburgo en 19 ocasiones de 1957 a 1964 y anotó nueve goles, participó en el proceso de clasificación para la Eurocopa 1964, donde estuvo cerca de la clasificación y anotó dos goles.

### Política
Graduado de ingeniería, luego de retirarse del fútbol se integró al Partido Popular Social Cristiano (CSV), con el que formó parte de la Cámara de Diputados de Luxemburgo de 1984 a 1994, fue secretario general del CSV de 1990 a 1995 y fue miembro suplente de la Asamblea Parlamentaria del Consejo de Europa de 1989 a 1994.
Luego de dejar la asamblea parlamentaria pasó a ser miembro honorario, así como presidente de la Asociación de Exdiputados.

## Logros
- Cuarta División de Bélgica (1): 1964